# Analyse de covariance
L'analyse de la covariance (ANCOVA) est une méthode statistique visant à tester, par un modèle linéaire général, l'effet sur une variable dépendante continue d'une ou plusieurs variables indépendantes catégorielles, indépendamment de l'effet d'autres facteurs quantitatif continus, dits covariables. En d'autres termes, l'ANCOVA est une combinaison entre une ANOVA et une régression de telle sorte que l'ANCOVA permet de tester si certains facteurs ont un effet sur la variable résultat après avoir enlevé la variance due aux covariables. L'inclusion de covariables peut accroître la puissance statistique parce qu'elles sont la cause d'une certaine variabilité,.